# Jani Chathurangani
Jani Chathurangani Chandra Silva Hondamuni (sinh ngày 21 tháng 8 năm 1981) là một vận động viên điền kinh người Sri Lanka thi đấu chủ yếu ở nội dung chạy nước rút.

## Các kỳ Đại hội thể thao Nam Á
Năm 2006, tại Đại hội Thể thao Nam Á được tổ chức tại Colombo, Sri Lanka, cô đã hoàn thành nội dung 100m nữ trong thời gian 11,76 giây để giành huy chương bạc, và cô cũng là thành viên của đội tiếp sức 4x100m giành huy chương vàng. Sau Đại hội, trong một cuộc kiểm tra doping, cô có kết quả dương tính với chất Nandrolone.

## Cấm doping
Sau Đại hội Thể thao Nam Á năm 2006 tại Colombo, cô bị cáo buộc dương tính với Nandrolone. Trong hai mẫu nước tiểu cô cung cấp đều chứa lượng Nandrolone vượt ngưỡng cho phép. Mẫu A chứa 27,5 ng/ml và mẫu B chứa một nửa so với mẫu A. Tuy nhiên, mức chịu đựng cho doping theo tiêu chuẩn của Cơ quan phòng chống doping thế giới chỉ là 2 ng/ml. Cô bị cấm thi đấu tạm thời trong thời gian chờ cuộc điều tra tiếp theo.
Chủ tịch Ủy ban Kỷ luật của Đại hội Thể thao Nam Á, Wijayadasa Rajapaksa đã ra quyết định gây tranh cãi trong một cuộc họp báo tại Viện Y học Thể thao Quốc gia Sri Lanka. Mặc dù Silva bị kết tội sử dụng chất cấm nandrolone, cô được xóa sạch mọi cáo buộc vì "chuỗi giám định" của cuộc điều tra y tế không được điều phối một cách đúng đắn. Quyết định sau đó đã bị Tòa án Trọng tài Thể thao điều tra lại, và cô bị ra quyết định cấm thi đấu trong hai năm vì doping. Lệnh cấm kéo dài từ ngày 14 tháng 4 năm 2008 đến ngày 13 tháng 4 năm 2010. Cô cũng bị hủy kết quả kể từ ngày 25 tháng 8 năm 2006.